# Hans Ericsson
Hans Ericsson, född 1943, är en svensk jurist som var lagman i Strömstads tingsrätt från 1994 till 2004. 
Ericsson utnämndes till hovrättsråd i Göta hovrätt 5 maj 1983. Han utnämndes 19 maj 1994 till lagman i Strömstads tingsrät.